# Hôtel international Yanggakdo
L'hôtel international Yanggakdo (en coréen : 양각도국제호텔) est un hôtel situé à Pyongyang, la capitale de la Corée du Nord. C'est le plus grand hôtel actif et également le second plus grand édifice du pays, après l'hôtel Ryugyong. L'hôtel Yanggakdo est situé sur l'île de Yanggak, sur le fleuve Taedong, à deux kilomètres au sud-est du centre de la ville. Il a été construit entre 1986 et 1992 par l'entreprise française Dodin Campenon-Bernard (rachetée en 1988 par le groupe Vinci), et a été ouvert au public en 1995. La structure s'élève à une hauteur de 170 mètres et comporte 47 étages, le dernier étant occupé par un restaurant tournant. L'hôtel comporte environ 1 000 chambres pour une surface totale de 87 870 m2.

## Description
En dehors de la réception, le rez-de-chaussée offre la possibilité d'acheter des souvenirs nord-coréens (pièces, cartes postales) ainsi que des articles de base. Il y a également un bar et une librairie vendant des livres sur la Corée du Nord, des livres pour enfants, des anciens numéros du journal local en anglais The Pyongyang Times, ainsi que des traités de Kim Il-sung, Kim Jong-il et Kim Jong-un.
En plus du restaurant tournant installé au sommet du bâtiment, l'hôtel comporte quatre autres restaurants au deuxième étage : deux salles à manger (no 1 et no 2), une salle de banquet, ainsi qu'une salle à manger japonaise, une chinoise et une coréenne. Le sous-sol comporte des pistes de bowling, une salle de billard, une salle de ping-pong, un karaoké, une piscine, un barbier, un casino ainsi qu'un salon de massage géré par une société chinoise.
Le cinquième étage est inaccessible au public ; son numéro ne figure pas sur le pavé numérique de l'ascenseur. Il renferme en réalité un bunker en béton, dans lequel les portes métalliques des couloirs sont fermées. Sur les murs se trouvent des affiches de propagande comprenant des slogans tels que « Notre Général est le meilleur » ou encore des appels au combat contre les Japonais et les Américains : « Préparons-nous sans relâche afin de vaincre l'envahisseur » ou « Vengeons-nous des centaines de milliers de fois contre les Américains ».
WikiLeaks révèle qu'il a été offert à un touriste sud-coréen une prostituée pour avoir des relations sexuelles. Le document de 2007, indique que dans l'Hôtel international Yanggakdo un journaliste et des Sud Coréens se sont vus proposer des massages pour 35 dollars. Ayant demandé plus, un client a rencontré une prostituée pour 100 dollars.
Près de l'hôtel se trouvait originellement un parcours de golf à neuf trous d'une surface d'environ 9 000 m2. Il fut cependant démoli en 2011 afin de pouvoir faire de la place pour permettre la construction d'un complexe de santé financé par un investisseur chinois. Sur l'île de Yanggak se trouve également le cinéma dans lequel se déroulent les cérémonies d'ouverture du festival international du film de Pyongyang.
L'hôtel international de Yanggakdo est également représenté dans la bande dessinée Pyongyang, écrite par le Québécois Guy Delisle et parue en 2003.

## Images

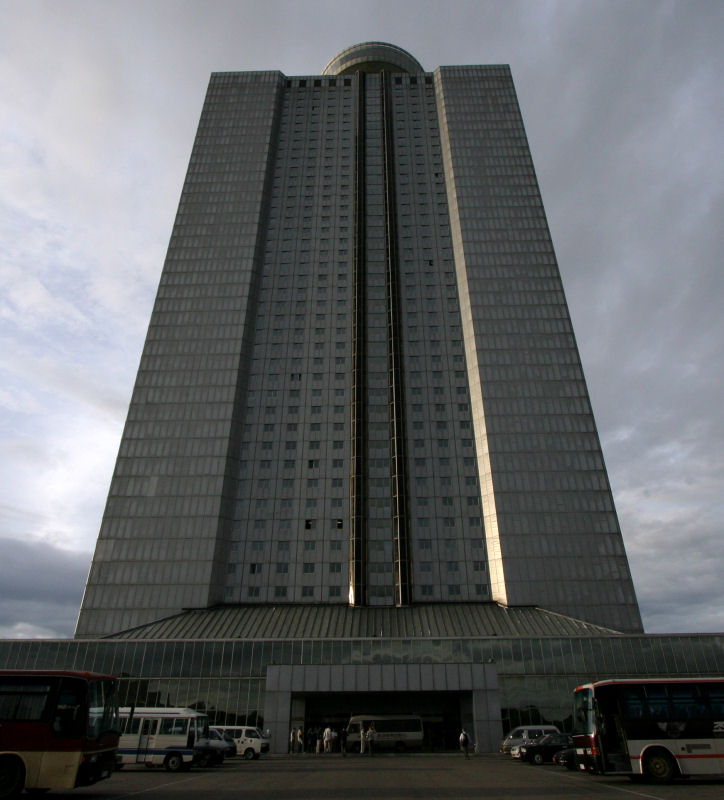
La façade de l'hôtel vue de devant
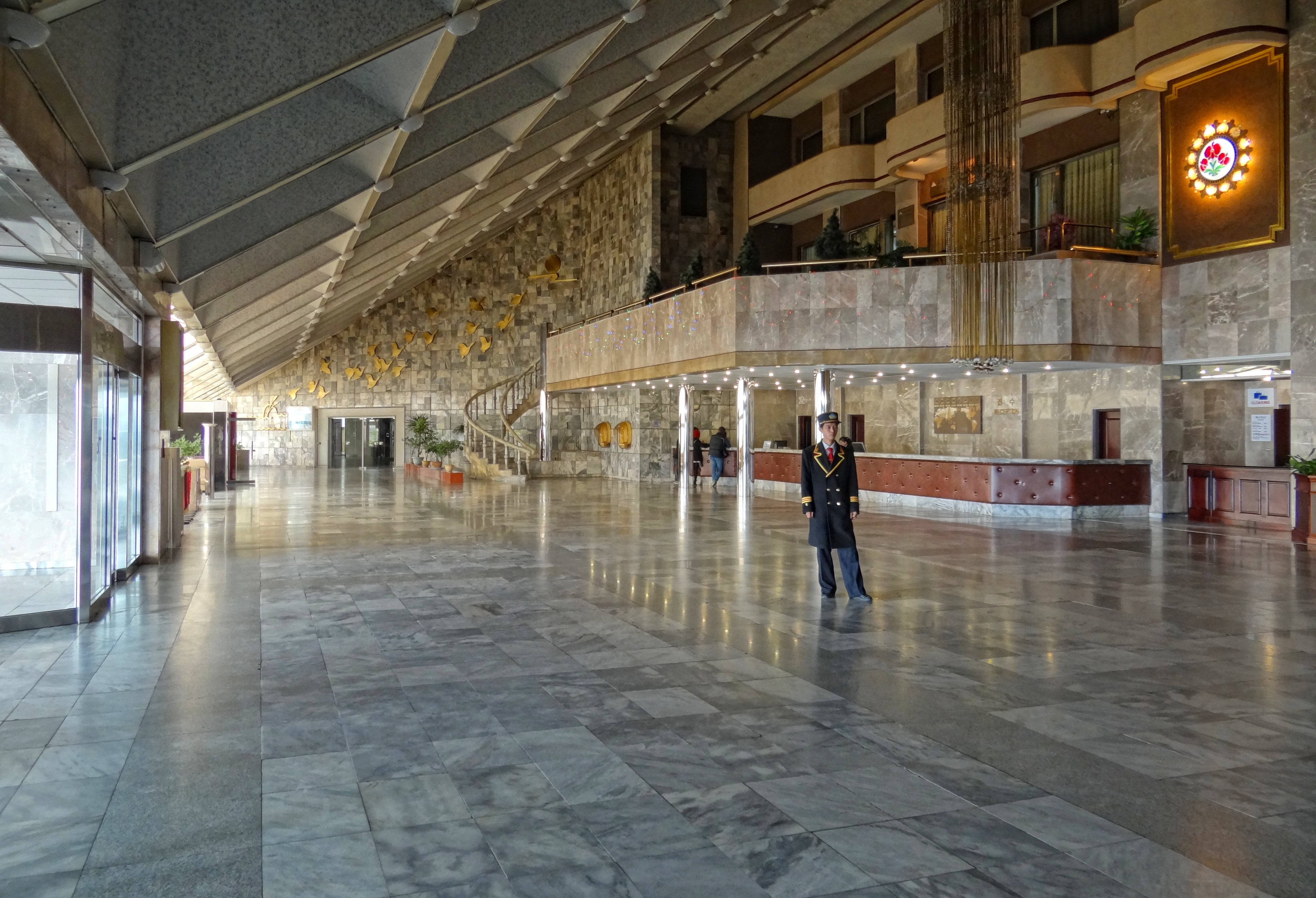
Le hall d'entrée de l'hôtel
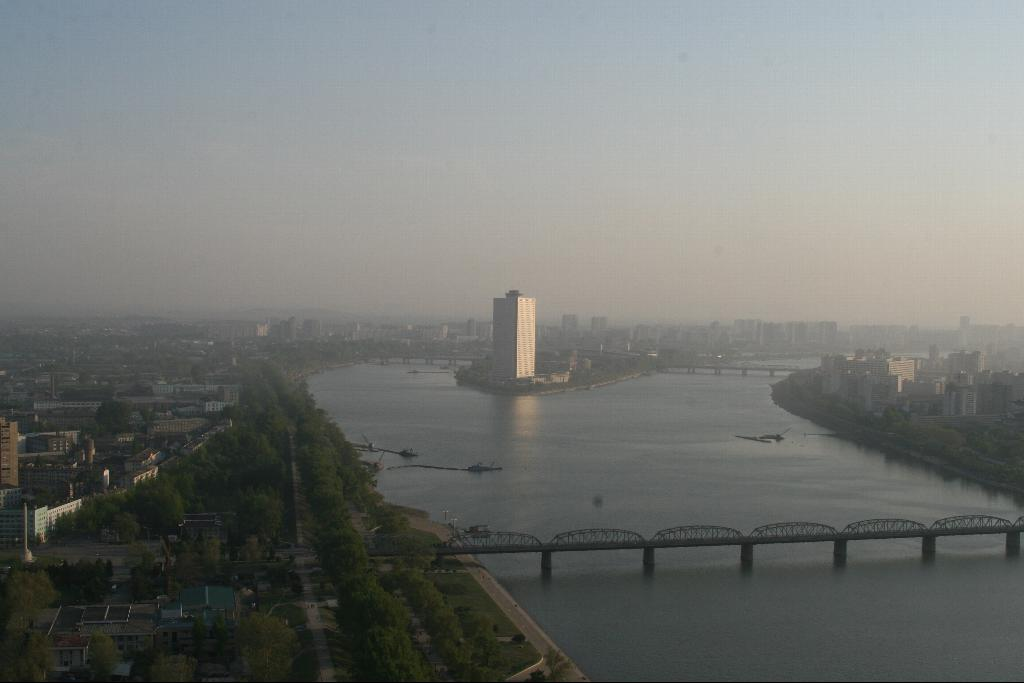
L'hôtel Yanggakdo vu depuis le sommet de la tour du Juche
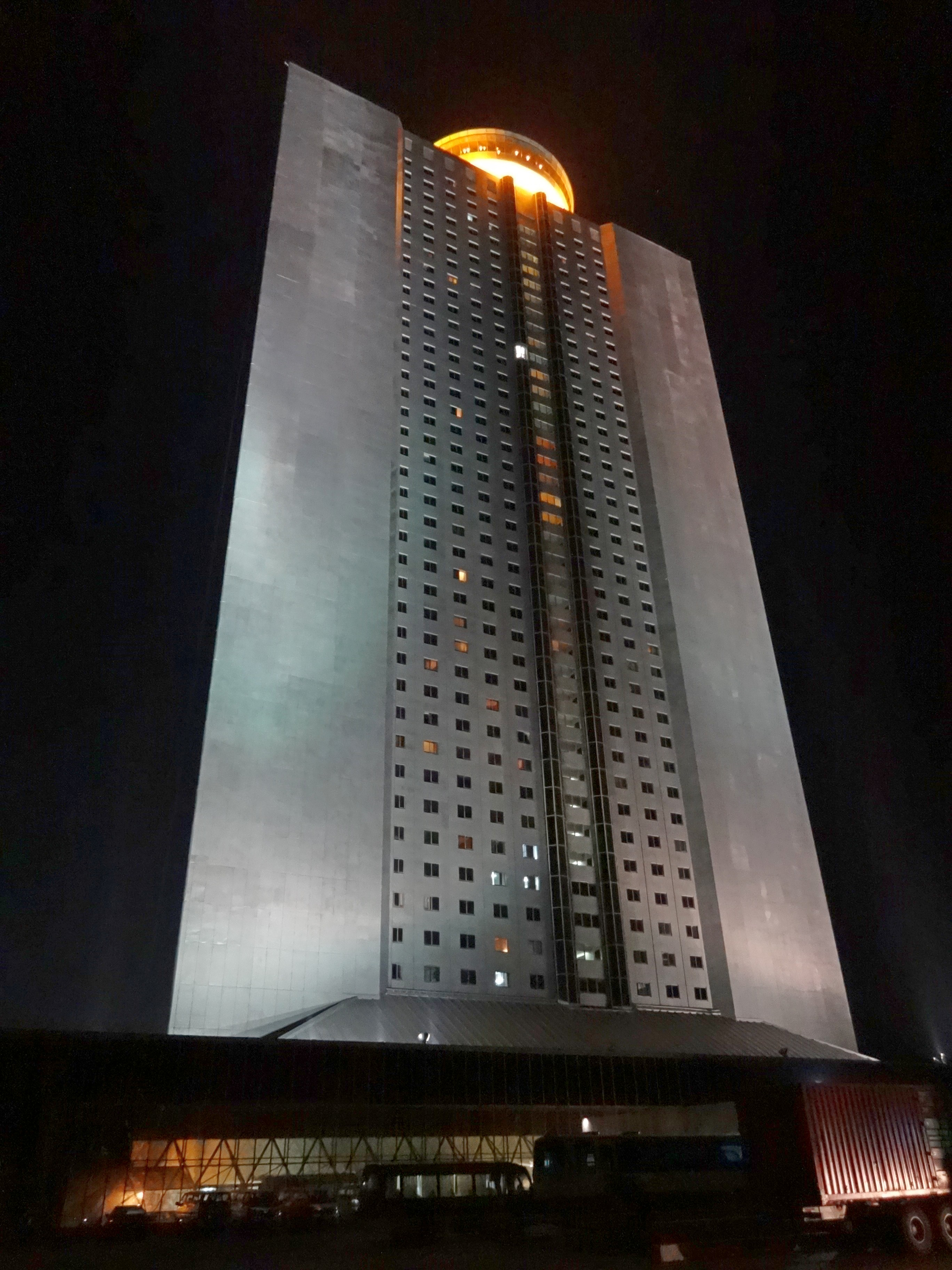
L'hôtel de nuit
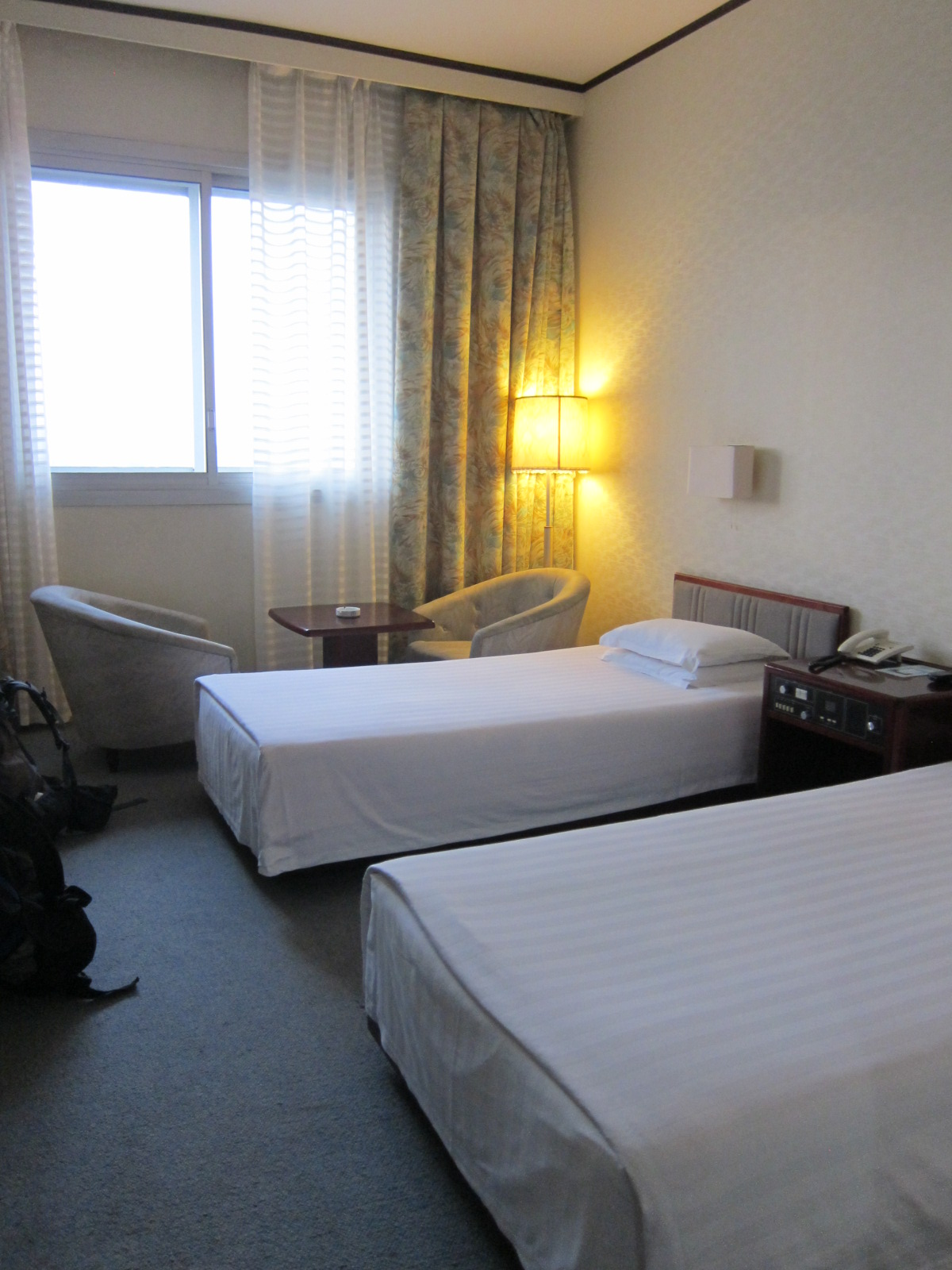
Une chambre de l'hôtel Yanggakdo